# Emilio Cabello Gil
Emilio Cabello Gil (??, circa 1870 - Madrid, 8 de març de 1940) fou un conegut baríton espanyol.
Estava especialitzat en Sarsuela, i fou conegut per realitzar gravacions. Va actuar a les principals ciutats europees i fou el primer baríton del Teatre Reial de Madrid.